# Тврђава Деравар
Тврђава Деравар је велика четвртаста тврђава у граду Бахавалпуру, Пакистан. Саграђена је у 9. веку, а обновљена 1733. године од стране краљевске породице Џајсалмер и дан данас је у њеном власништву. Део је УНЕСКО-ве светске баштине.
Има четрдесет кула високих по 30 метара. Из пустиње Тар  се издиже ова тврђава у обиму од око 1500 метара. Некада је дуг подземни тунел повезивао тврђаву Деравар са палатом Садик Гар. Унутрашњост су некада чиниле канцеларије, стамбене просторије и мали затвор.
Занимљивост је да велики део Пакистанаца није видео тврђаву, јер се до ње стиже само уз помоћ водича и целодневне вожње. Поред тога, потребна је посебна дозвола за улазак.
Поред импозантне спољашњости, због неодржавања, многе просторије и пролази су урушени. Здању од црвене опеке прети руђење уколико се не предузме ништа у скорије време.

###### Галерија
- Унутрашњост тврђаве
- Бедеми
- Камиле поред тврђаве